# Henry Burchard Fine
Henry Burchard Fine   (Chambersburg, 14 de setembre de 1858 - Princeton, 22 de desembre de 1928) va ser un matemàtic estatunidenc, primer degà del Departament de Ciències de la Universitat de Princeton.

## Vida i Obra
Fill d'un ministre presbiterià d'orígens holandesos, el seu pare va morir quan tenia deu anys. La mare, amb els seus quatre fills, es va anar traslladant de domicili per diverses poblacions, Ogdensburg (Nova York) i Winona (Minnesota), fins al 1875 en que es va assentar a Princeton (Nova Jersey), perquè els seus fills poguessin estudiar. De fet, dos dels seus germans més joves, John i May Margaret, van ser, respectivament, els fundadors de l'Escola Preparatòria de Princeton i de la Miss Fine's School.
Fine va estudiar a la universitat de Princeton, primer clàssiques, però finalment matemàtiques influït per George Bruce Halsted. El 1884, amb la seva germana Magie, van anar a Alemanya, on van estar estudiant a la universitat de Leipzig, en la qual Fine va obtenir el seu doctorat dirigit per Felix Klein.
El 1885 va retornar al seu país on va ser nomenat professor adjunt de la universitat de Princeton; el 1889 era professor titular, el 1898 catedràtic i el 1904 degà del Departament de Ciències. En els primers anys va publicar diversos articles científics, però la seva gran obra va ser pedagògica i administrativa. A partir 1890, quan el futur president americà Woodrow Wilson, va ser professor de dret a la universitat, van restablir una forta amistat que havia començat anys abans.
Va morir el 1928, víctima d'un accident de bicicleta en ser atropellat per un automòbil.
Actualment, l'edifici principal del Departament de Matemàtiques i Estadística de la Universitat de Princeton porta el nom de Fine Hall en el seu honor.